# Église Saint-Pierre-et-Saint-Paul de Caudan
Pour les articles homonymes, voir Église Saint-Pierre-et-Saint-Paul.
L'église Saint-Pierre-et-Saint-Paul est une église catholique située à Caudan, dans le Morbihan (France). Elle est dédiée aux apôtres Pierre et Paul.

## Localisation
L'église est sise rue de la Libération, au centre du bourg de Caudan (département français du Morbihan).

## Historique
Une première église est construite au Moyen Âge, dédiée à saint Pierre. Menaçant ruine au début du XVIIIe siècle,, elle est détruite et remplacée par un nouvel édifice de style Renaissance, bénite le 28 juin 1722,. Restauré en 1898, ce deuxième édifice est détruit par un incendie au début du XXe siècle, remplacé par une troisième église, bâtie dans le même style, en 1920.
Le clocher ayant été considéré comme un potentiel poste de vigie, l'église est détruite par l'armée allemande en août 1944. L'église actuelle est construite entre 1960 et 1962,, suivant les plans des architectes Yves Guillou et Paul Lindu,, qui s'occupèrent également du chantier de la mairie,.
L'église est labellisée « Patrimoine du XXe siècle » depuis le 23 novembre 2006.

## Architecture et intérieur
Sa forme, affectant celle d'une tente formée d'un toit à deux pans en ardoises s'étendant jusqu'au sol, fait penser au tabernacle des Hébreux. Sa façade triangulaire,, symbole de la Trinité, n'est ornée d'aucun vitrail. De cette nef unique, part un transept vers l'ouest. À l'intersection de ces deux éléments, s'élève une tour-lanterne de forme pyramidale.
Le chemin de croix, en bronze et ardoises, les sculptures des apôtres sous le porche, les vitraux de la crypte, les fonts baptismaux et la croix du maître-autel sont l'œuvre de Francis Pellerin.